# Joseph Flüggen

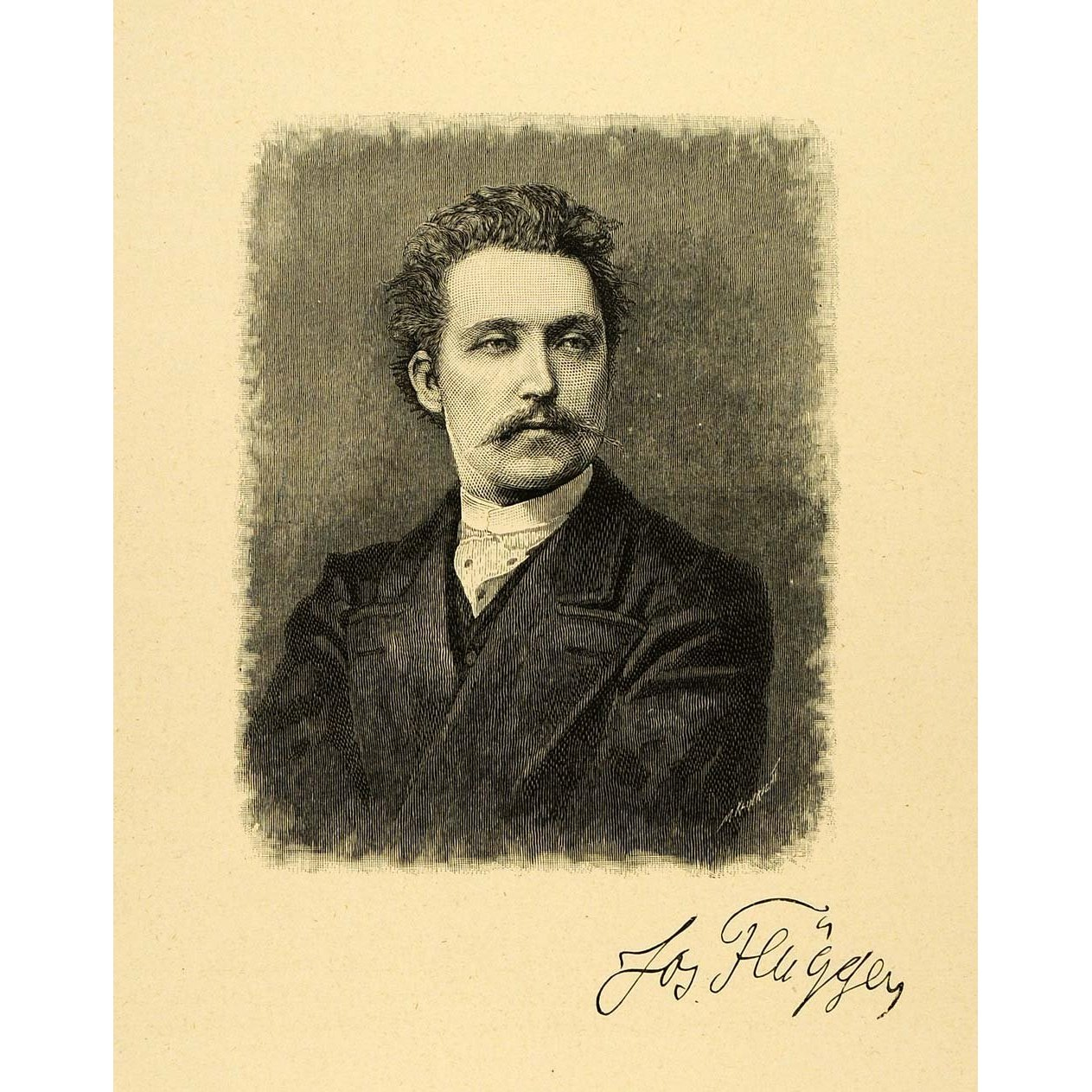
Joseph Flüggen (1842–1906)

Joseph Flüggen (* 3. April 1842 in München; † 3. November 1906) war ein deutscher Genre- und Historienmaler des Realismus.

## Leben
Joseph Flüggen, Sohn des Gisbert Flüggen aus München, wurde anfangs bei seinem Vater, dann auf der Akademie und insbesondere bei Karl Theodor von Piloty ausgebildet. 1866 ging er nach Paris, London und Antwerpen und nahm in letzterer Stadt viel von der altertümlichen Richtung des Malers Hendrik Leys an.
Seine Porträts sind von lebensvoller Auffassung und geschickter Modellierung; seine Genrebilder, weniger geistvoll als die seines Vaters, sind in den Motiven einfach und verraten einen feinen Takt in der Komposition und im Kolorit.
Joseph Flüggens erstes Genrebild stellte (1868) die angeblich von ihrem Schwager Heinrich Raspe IV. vertriebene Landgräfin Elisabeth von Thüringen (1207–1231) dar, die mit ihren vier Kindern im Winter in einer verfallenen Hütte Zuflucht findet.
Für die Inszenierung von Tristan und Isolde in Bayreuth entwarf er die Kostüme.

## Grabstätte

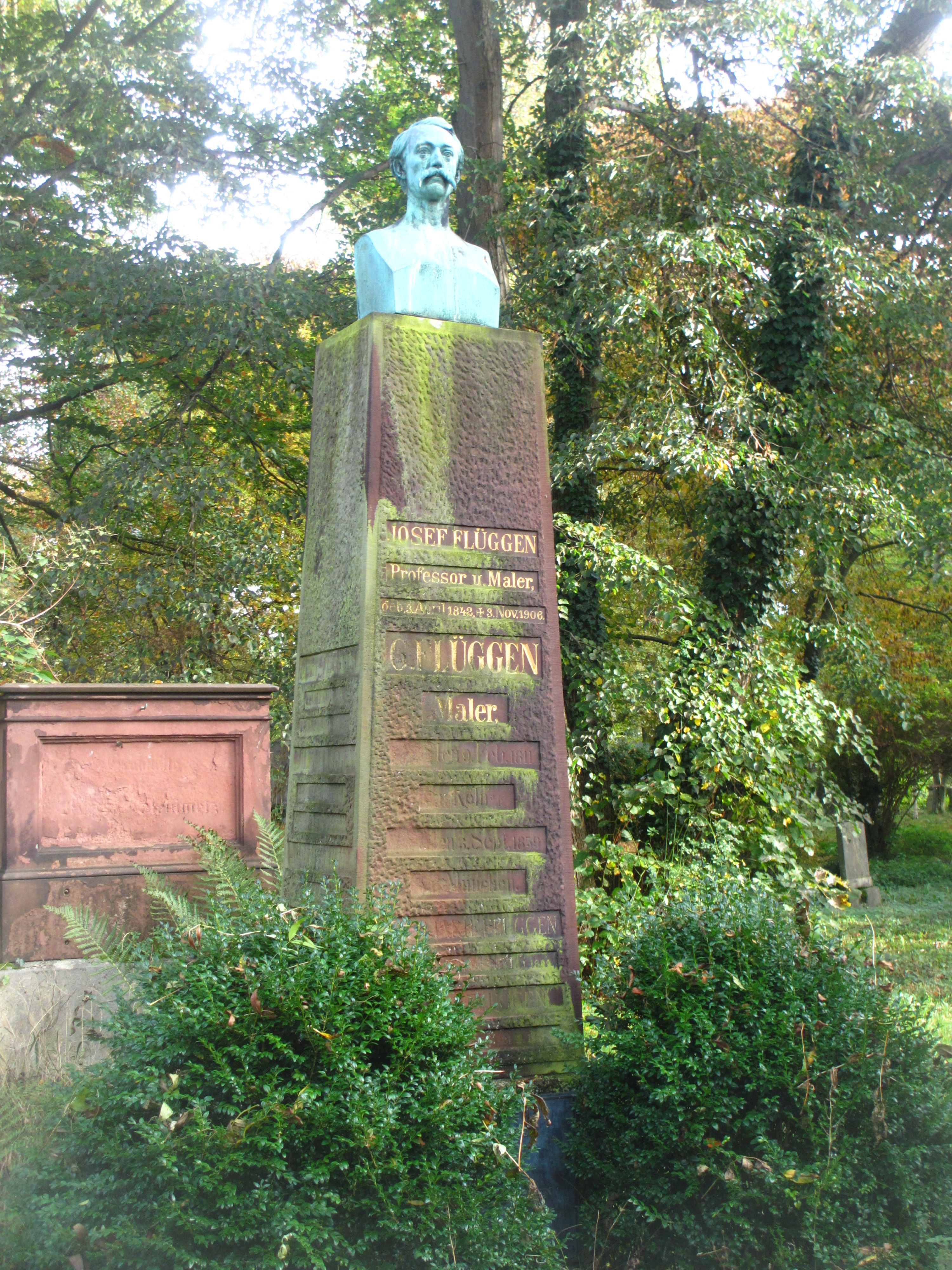
Grab von Joseph Flüggen auf dem Alten Südlichen Friedhof in München

Die Grabstätte von Joseph Flüggen befindet sich auf dem Alten Südlichen Friedhof in München (Gräberfeld 18 – Reihe 13 – Platz 32) Standort. In der Graqbstätte befindet sich auch sein Vater Gisbert Flüggen.

## Werke (Auswahl)
Der Wirtin Töchterlein, nach Ludwig Uhland (1869), sprach die auf das Empfindsame gerichtete Eigenart seines Talents noch deutlicher und erfolgreicher aus, und der gleichen Richtung gehören auch seine späteren Schöpfungen an:
- Familienglück
- Am Strand von Genua
- Das schmollende Liebespaar
- Milton, der das „Verlorne Paradies“ diktiert
- Des Goldschmieds Töchterlein
- Die Landgräfin Margarete, die von ihren Kindern Abschied nimmt
- Regina Imhof, spätere Gemahlin Georg Fuggers, die Brautgeschenke empfangend
- Die Taufe des Kaisers Maximilian I.

Seine süßliche Farbengebung und seine flaue Charakteristik sind der Ausdruck seiner Empfindungsweise.

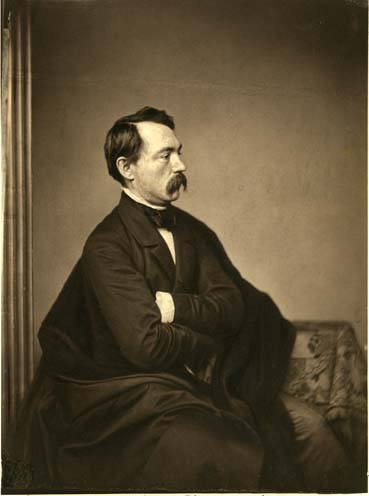
Gisbert Flüggen, Vater von Joseph Flüggen
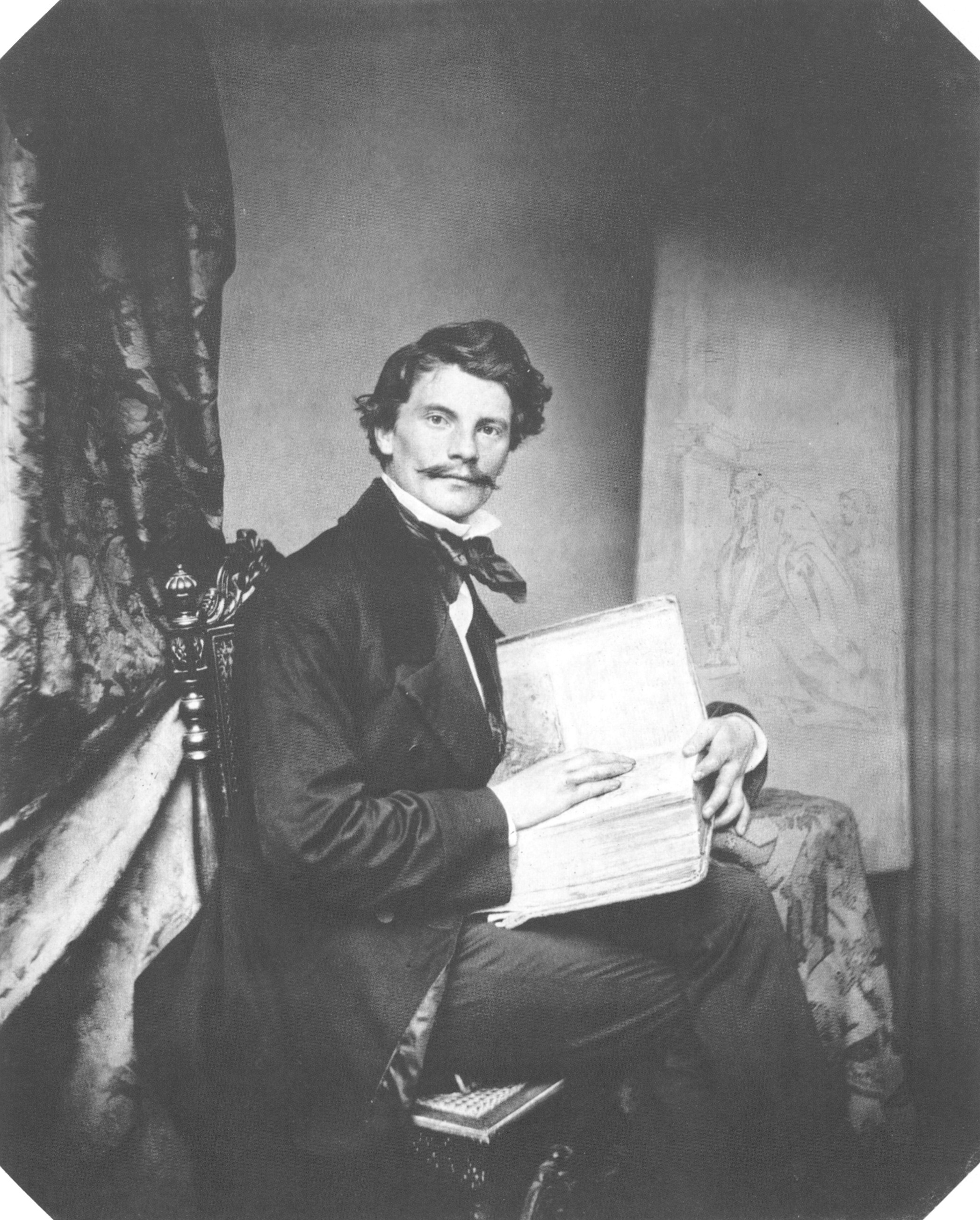
Carl Theodor von Piloty (1826–1886), deutscher Maler
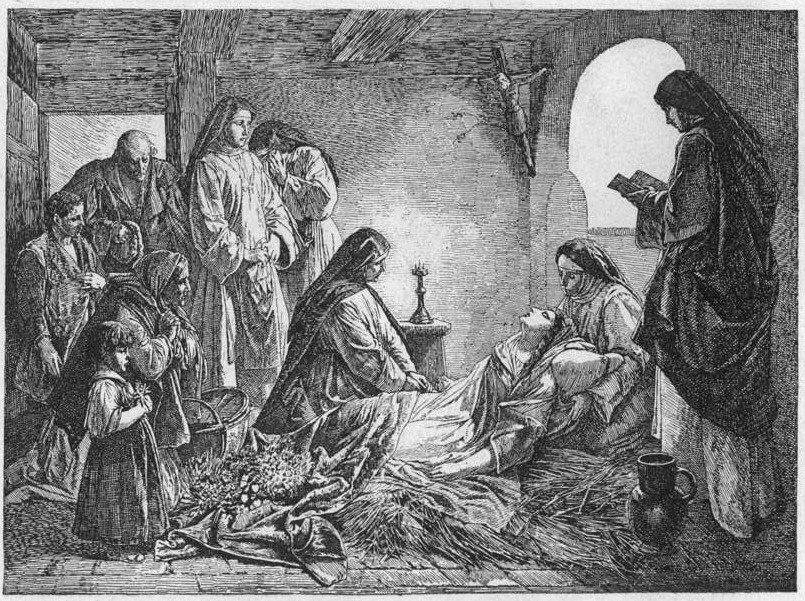
Tod der heiligen Elisabeth – von Joseph Flüggen
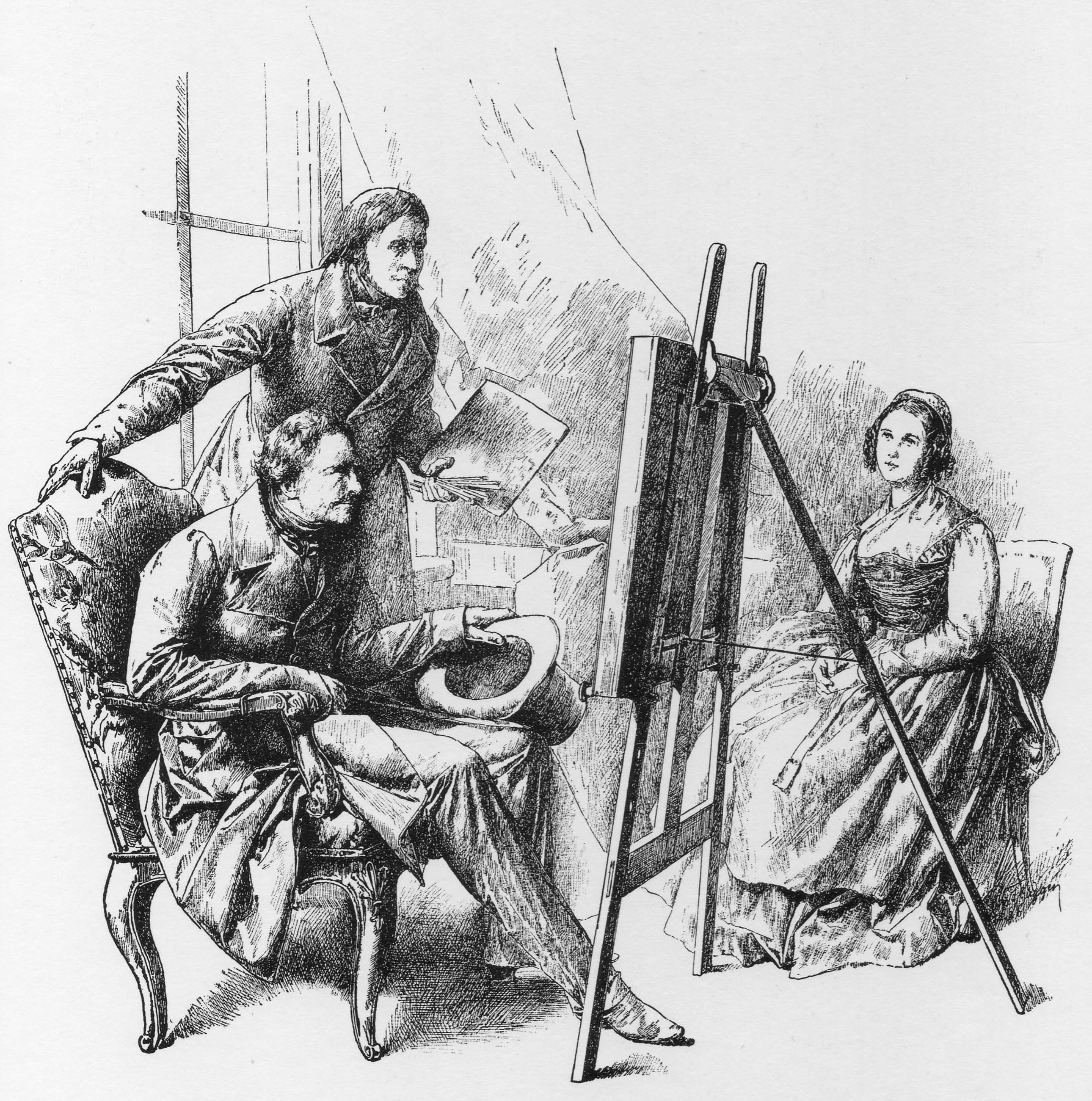
König Ludwigs Besuch im Atelier Stielers, Maler der Schönheitsgalerie – von Joseph Flüggen